# В сърцето на машината
„В сърцето на машината“ е български игрален драматичен трилър от 2022 година на режисьора Мартин Макариев. Награден със „Златна роза“ на едноименния фестивал във Варна през 2021 г. и носител на наградата за най-добър филм на „София Филм Фест“ през 2022 година.
Филмът е българското предложение за най-добър чуждоезичен филм на наградите „Оскар“ през 2023 година. Телевизионната премиера на филма е на 21 април 2025 г. от 21:00 ч. по Нова телевизия.

## Сюжет
Сюжетът се развива през август 1978 година в централния софийски затвор. На младия затворник Бохеми (Александър Сано) му е даден шанс да съкрати присъдата си, ако събере бригада, която да удвои производството по време на работата им в завод Кремиковци. Той събира екип, в който е и страшният двоен убиец Сатъра (Игор Ангелов), проблемният престъпник Иглата (Христо Петков), възрастният Даскала (Ивайло Христов) и циганина Краси (Стоян Дойчев). Проблемите започват в момента, в който Сатъра отказва да включи в работен режим своя струг, защото вътре в него е заседнал гълъб. Въпреки нареждането на надзирателя капитан Векилски (Юлиан Вергов) стругът да бъде включен, Сатъра категорично отказва и взима за заложник новака надзирател Ковачки (Владимир Зомбори) и обявява, че няма да започне работа, докато гълъбът не бъде спасен.
Ситуацията става все по-сложна след като пристигат още надзиратели и в опит да преговаря с тях е убит Даскала (Ивайло Христов). Постепенно затворниците разбират, че единствения начин да се справят със ситуацията е да спасят птицата, както желае Сатъра.

## В ролите
- Александър Сано – Борис Радулов – Бохеми
- Христо Шопов – полковник Радоев, директор на Софийския централен затвор
- Игор Ангелов – Кольо Сатъра
- Ивайло Христов – Даскала
- Христо Петков – Серафим Георгиев – Иглата
- Юлиан Вергов – капитан Векилски
- Стоян Дойчев – циганина Краси
- Владимир Зомбори – младши лейтенант Ковачки
- Башар Рахал – капитан Козарев
- Валентин Танев – Лалев